# Бараново (Куньинский район)
Бараново — деревня в Куньинском районе Псковской области России. Входит в состав Пухновской волости.
Расположена на северо-западном побережье Усмынского озера, в 50 км к югу от райцентра Кунья и в 7 км к юго-западу от волостного центра, деревни Пухново.

## Население
Численность населения деревни на 2000 год составляла 47 жителей.